# Saccharum
Saccharum är ett släkte av gräs. Saccharum ingår i familjen gräs.

## Bildgalleri

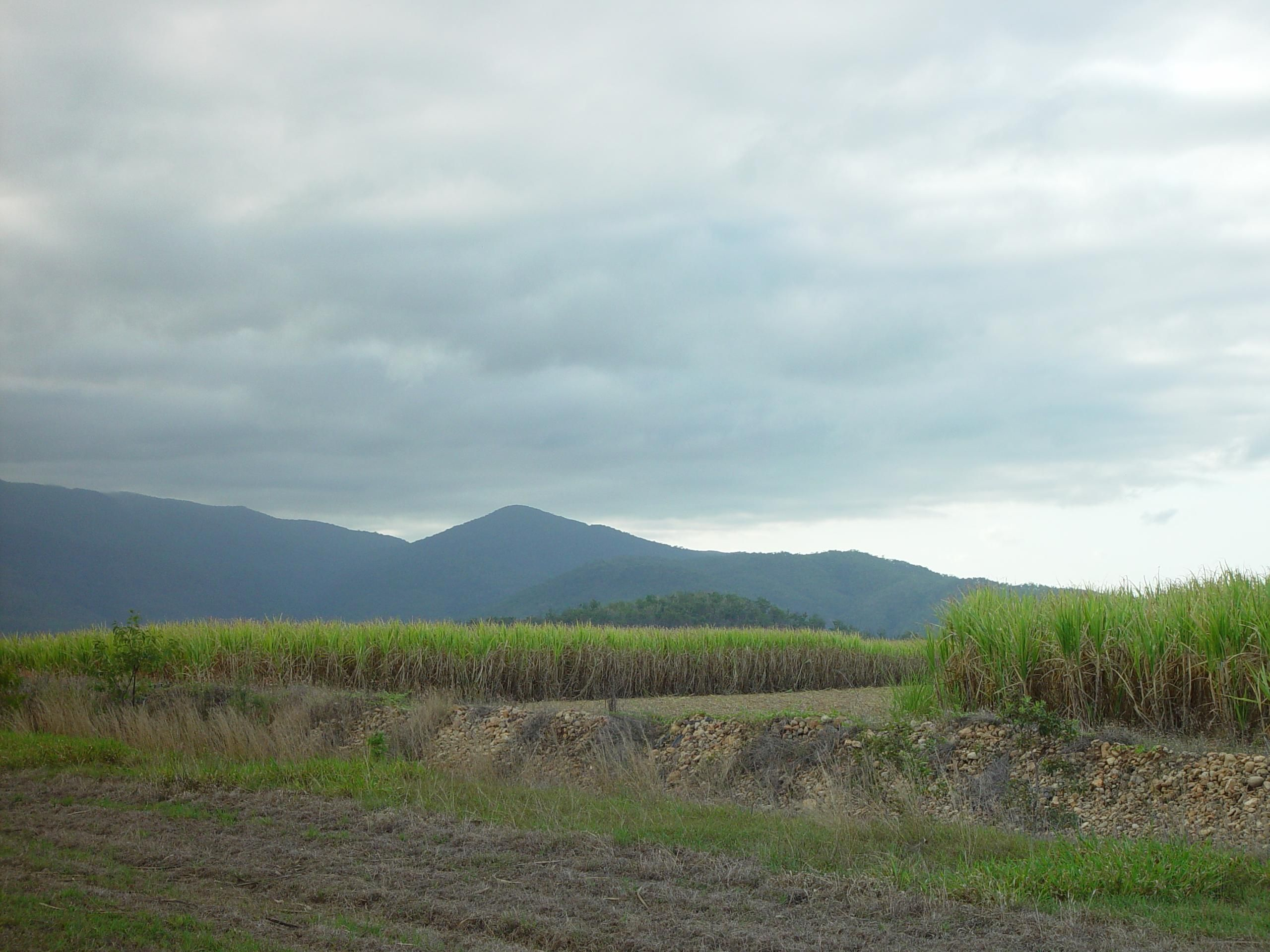
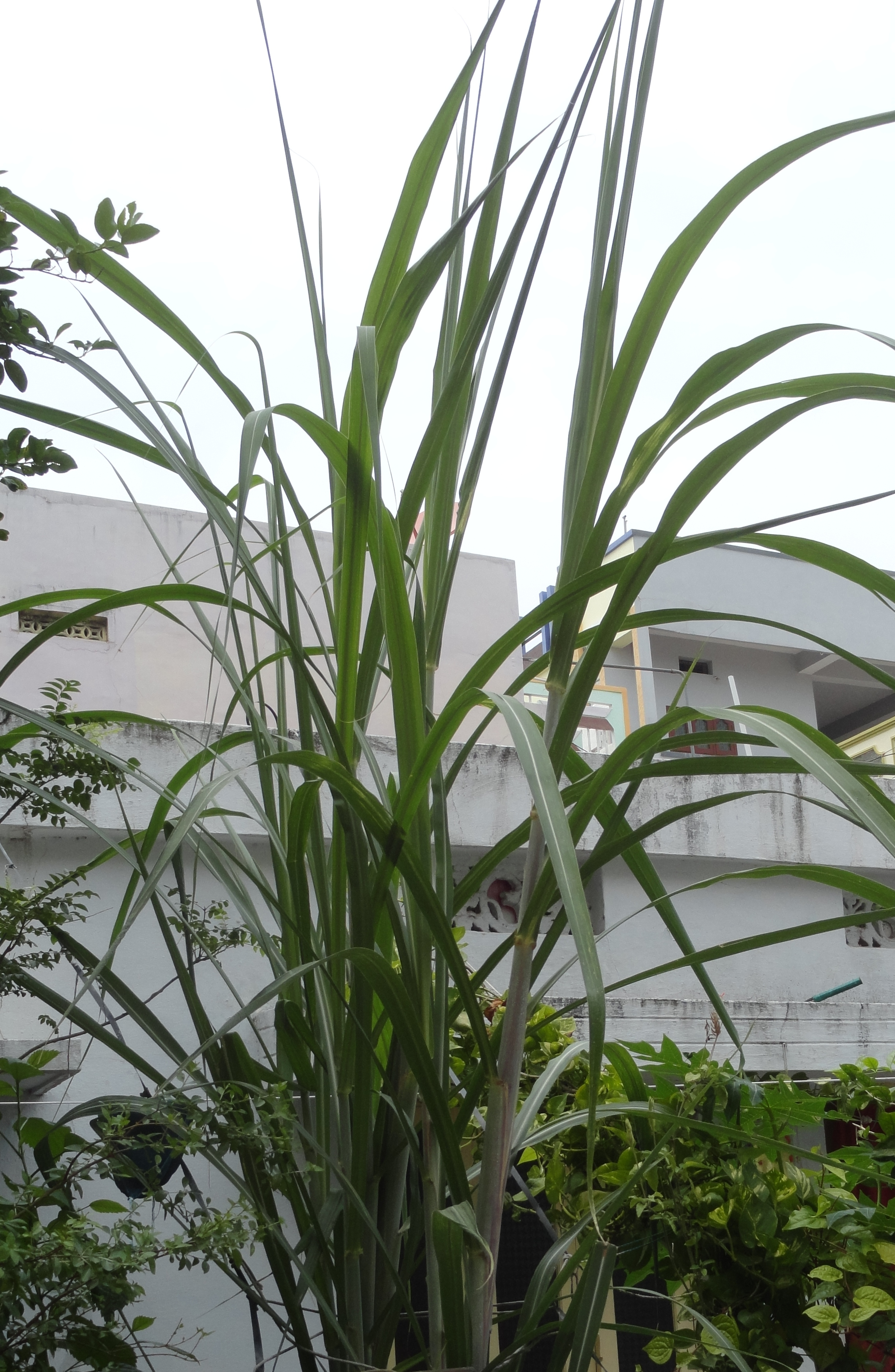
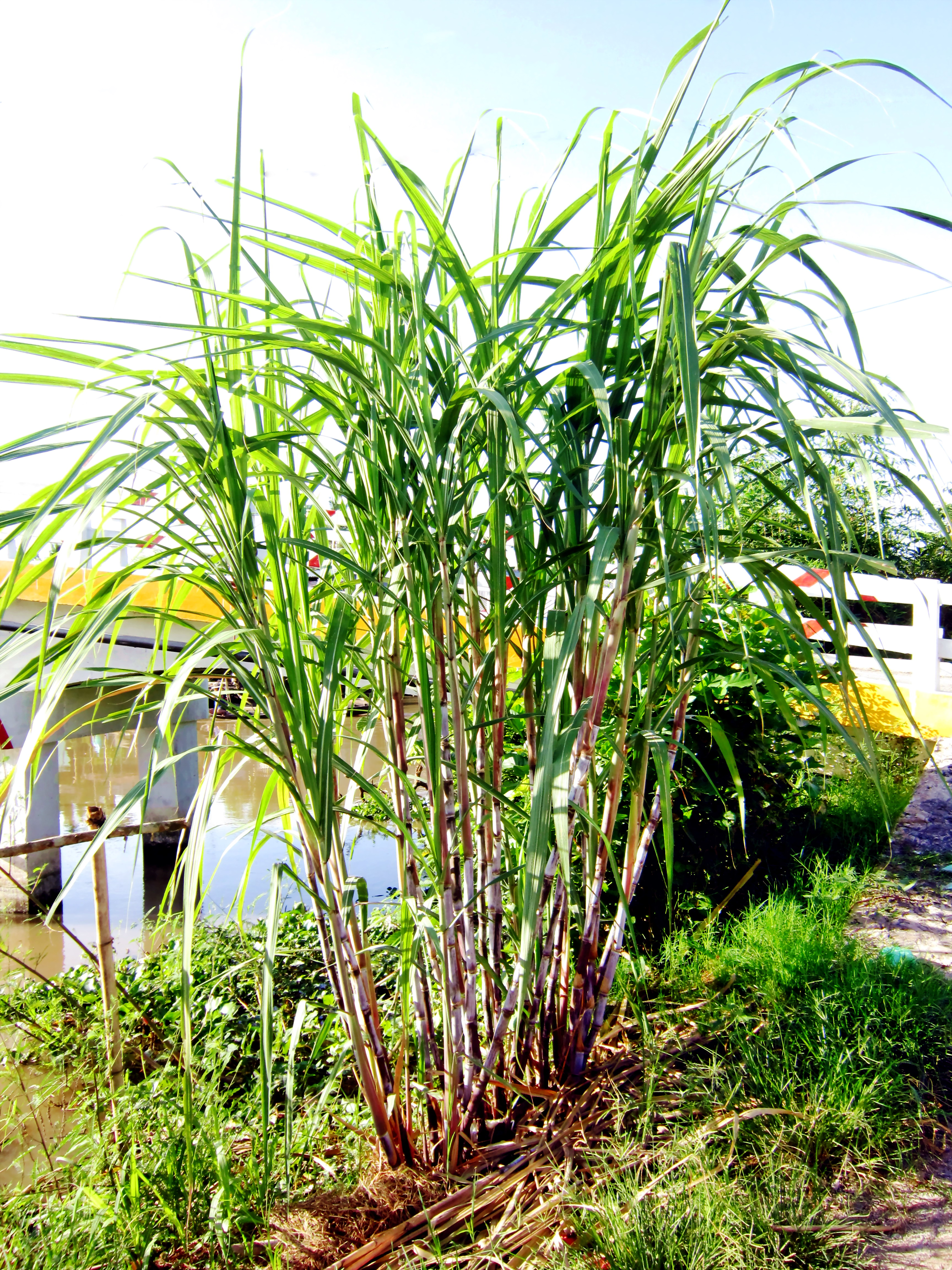
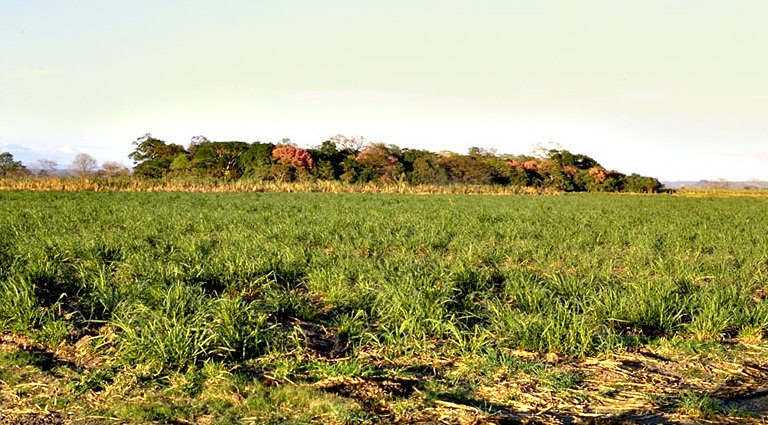
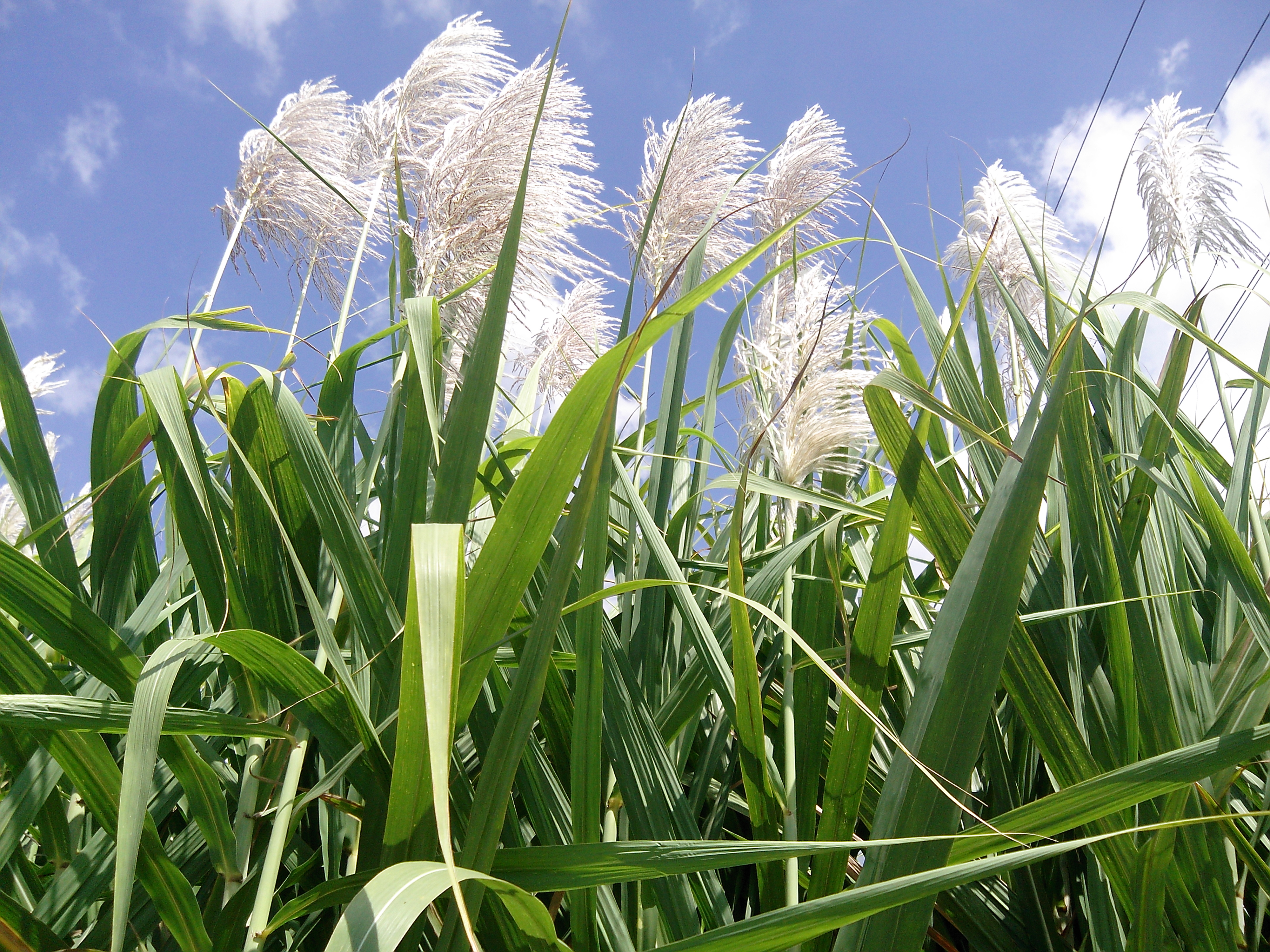
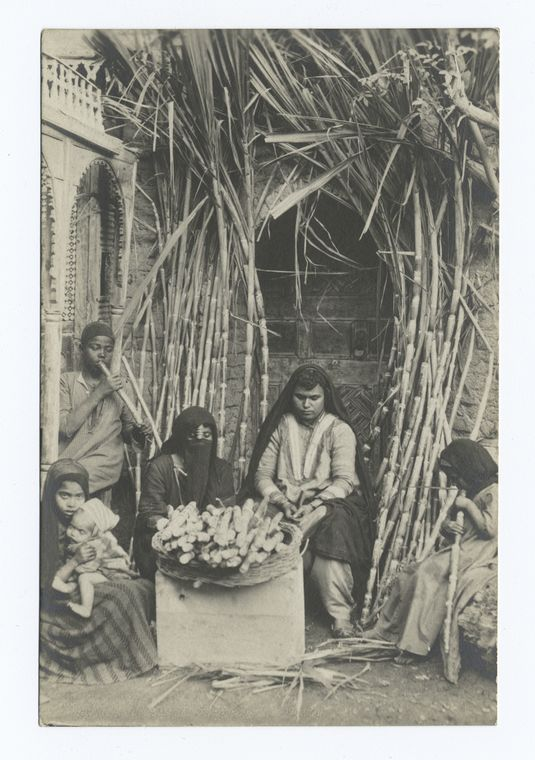

## Dottertaxa tillSaccharum, i alfabetisk ordning[1]
- Saccharum alopecuroides
- Saccharum angustifolium
- Saccharum arundinaceum
- Saccharum asperum
- Saccharum beccarii
- Saccharum bengalense
- Saccharum brevibarbe
- Saccharum coarctatum
- Saccharum contortum
- Saccharum fallax
- Saccharum filifolium
- Saccharum formosanum
- Saccharum giganteum
- Saccharum griffithii
- Saccharum hildebrandtii
- Saccharum kajkaiense
- Saccharum kanashiroi
- Saccharum longisetosum
- Saccharum maximum
- Saccharum narenga
- Saccharum officinarum
- Saccharum perrieri
- Saccharum procerum
- Saccharum ravennae
- Saccharum robustum
- Saccharum rufipilum
- Saccharum sikkimense
- Saccharum sinense
- Saccharum spontaneum
- Saccharum stewartii
- Saccharum strictum
- Saccharum wardii
- Saccharum viguieri
- Saccharum williamsii
- Saccharum villosum